# Parumasan (Sodonghilir)
Parumasan is een bestuurslaag in het regentschap Tasikmalaya van de provincie West-Java, Indonesië. Parumasan telt 4675 inwoners (volkstelling 2010).